# Einar Galilea
Einar Galilea Azaceta (Vitoria, 22 maggio 1994) è un calciatore spagnolo, difensore del Malaga.

## Carriera
Ha giocato nella seconda divisione spagnola, nella seconda divisione francese e nella prima divisione croata.